# Tarkan-diszkográfia
Tarkan török énekes lemezei, kislemezei és egyéb hangkiadványai.

## Eladási adatok
Tarkan albumeladásait összesen 15 millió darabra becsülik, rendszerint milliós nagyságrendben kelnek el albumai. Összehasonlításképpen: az aranylemezhez szükséges eladott lemezek száma Törökországban 100 000. Az énekes első albuma, a Yine Sensiz 700 000, az A-Acayipsin 2,5 millió, az Ölürüm Sana 4,5 millió (ebből Törökországban 3,5 millió), a Karma másfél millió, a Dudu pedig 1 millió példányban fogyott el. A török sajtó szerint az eladás csökkenésének az oka az, hogy 1999 után Tarkan abbahagyta az együttműködést Sezen Aksuval, akinek legnagyobb slágereit köszönhette. Mások szerint a csökkenésnek sokkal prózaibb oka van: az illegális mp3 letöltés megjelenése. Ezt látszik alátámasztani az is, hogy a Come Closer albumot hónapokkal a megjelenés előtt egy török internetes kalóz feltöltötte különböző illegális mp3-as honlapokra, ahonnan több ezren töltötték le. Nem sokkal később a művész ügyvédei eljárást kezdeményeztek egy bodrumi DJ ellen, aki az illegálisan letöltött dalokat a diszkójában játszotta. Tarkan Metamorfoz című albumából a kiadás utáni héten 300 000 példány fogyott el.

## Kiadványok

### Törökország

#### Albumok
| Év   | Cím                                      | Eladási adatok |
| ---- | ---------------------------------------- | --- |
| 1992 | Yine Sensiz (Újra nélküled)              | TR: 750 000 |
| 1993 | Yine Sensiz (Extended Mix)               | |
| 1994 | A-Acayipsin (Olyan különös vagy)         | TR: 2 millió Európa: 750 000 |
| 1997 | Ölürüm Sana (Meghalnék érted)            | TR: 4,5 millió 2. legtöbbet eladott album Törökországban                                                                                            |
| 2001 | Karma                                    | TR: 2 millió 6. legtöbbet eladott album Törökországban                                                                                              |
| 2003 | Dudu (középlemez) (Asszony)              | TR: 2,5 millió / Oroszország: 1 millió Legtöbbet eladott album 2003-ban (Törökországban) Legtöbbet eladott külföldi album (Oroszországban) 2003-ban |
| 2006 | Come Closer                              | |
| 2007 | Metamorfoz (Metamorfózis)                | TR: 300 000 |
| 2008 | Metamorfoz Remixes                       | |
| 2010 | Adımı Kalbine Yaz Írd a nevem a szívedbe | 355 000 |
| 2016 | Ahde Vefa                                | TR: 240 000 |
| 2017 | 10                                       | TR: 350 000 |
| 2024 | Kuantum 51                               | |

#### Kislemezek
| Év   | Cím                         |
| ---- | --------------------------- |
| 2001 | Kuzu Kuzu (Mint egy bárány) |
| 2001 | Hüp Remix 8 (Hüüüp)         |
| 2005 | Bounce                      |
| 2006 | Start the Fire              |

#### Promóciós kislemezek
Ezeket a kislemezeket valamilyen kampányreklám céljából adták ki.
| Év   | Cím                                         | Tudnivalók                                                             | Eladási adatok                                              |
| ---- | ------------------------------------------- | ---------------------------------------------------------------------- | ----------------------------------------------------------- |
| 2001 | Hüp Remix 4 (Hüp)                           | Pepsi kampány; önmagában nem volt kapható.                             |                                                             |
| 2002 | Özgürlük İçimizde (A Szabadság bennünk van) | A Turkcell telefontársaság reklámkampányának része volt.               |                                                             |
| 2002 | Bir Oluruz Yolunda (Együtt veled)           | A török labdarúgó-válogatott indulója volt a 2002-es világbajnokságon. |                                                             |
| 2005 | Ayrılık Zor (Nehéz az elválás)              | Az Avea telefontársaság reklámkampányának dala volt.                   | 460 000 Legtöbbet eladott kislemez Törökországban 2005-ben. |
| 2008 | Uyan (Ébredj!)                              | A Doğa Derneği természetvédő civil szervezet részére készült.          |                                                             |

#### Filmzene
| Év   | Cím      | Tudnivalók |
| ---- | -------- | --- |
| 1998 | Herkules | Tarkan énekelte a Disney-stúdió által készített rajzfilm Go the Distance (törökül: Yolundayım) című dalát és szinkronizálta a felnőtt Herkulest. |

#### Közreműködések
| Év   | Cím                                                                  | Tudnivalók                                          |
| ---- | -------------------------------------------------------------------- | --------------------------------------------------- |
| 1998 | Müzeyyen Senar ile Bir Ömre Bedel (Egy élet műve Müzeyyen Senar-ral) | Előadó: Müzeyyen Senar Műfaj: Török klasszikus zene |
| 2003 | Türkü Söylemek Lazım (Népdalt kell énekelni)                         | Előadó: Pınar Sağ Műfaj: Török népzene              |
| 2004 | Yan Yana Fotoğraf Çektirelim (Fényképezkedjünk)                      | Előadó: Nazan Öncel Műfaj: Török popzene            |
| 2006 | Gülümse Kaderine (Nevess a sorsodra)                                 | Előadó: Kibariye Műfaj: Roma zene, Arabesque        |
| 2012 | Aşk Gitti Bizden (Elhagyott minket a szerelem)                       | Előadó: Ozan Çolakoğlu Műfaj: Török popzene         |

### Nemzetközi megjelenések

#### Albumok
| Év   | Cím         |
| ---- | ----------- |
| 1999 | Tarkan      |
| 2006 | Come Closer |

#### Kislemezek
| Év   | Cím                      |
| ---- | ------------------------ |
| 1999 | Şımarık (Elkényeztetett) |
| 1999 | Şıkıdım (Rázd)           |
| 1999 | Bu Gece (Ma éjjel)       |
| 2006 | Bounce                   |
| 2006 | Start the Fire           |

#### Promociós kislemezek
12-inch Club Promo-hanglemezek
Ezek a bakelitlemezek speciálisan klubok számára készültek.
| Év   | Cím               | Tudnivalók                                  |
| ---- | ----------------- | ------------------------------------------- |
| 1998 | Şımarık           | 5 dal                                       |
| 1999 | Şımarık           | (12-inch), Ned Devine Remix                 |
| 1999 | Şımarık           | (12-inch), Şınan Mix                        |
| 1999 | Bu Gece (Tonight) | (12-inch), DJ Tomcraft Remix                |
| 2006 | Bounce            | (12-inch) Fekete kiadás                     |
| 2006 | Bounce            | (12-inch), Fehér kiadás                     |
| 2006 | Start the Fire    | (12-inch), Mousse T Remix (limitált széria) |
| 2006 | Start the Fire    | (12-inch), Bugati Remix                     |

Belső promóciós lemezek.
| Év   | Cím                                       | Tudnivalók                                                  |
| ---- | ----------------------------------------- | ----------------------------------------------------------- |
| 1995 | Hepsi Senin Mi + Kış Güneşi/Bekle (3 dal) | A kiadó németországi promócióhoz adta ki a lemezt 1995-ben. |

#### Filmzene
| Év   | Cím                                                                   | Dal(ok)          |
| ---- | --------------------------------------------------------------------- | ---------------- |
| 1998 | Beau Travail                                                          | Şımarık          |
| 2000 | Geboren in Absurdistan                                                | Şımarık          |
| 2002 | XX/XY                                                                 | Şımarık          |
| 2005 | Mr Socrates Archiválva 2007. május 7-i dátummal a Wayback Machine-ben | Ölürüm Sana      |
| 2006 | Bazi nagy török lagzi Meine verrückte türkische Hochzeit              | Válogatott dalok |